# Leer Lied
『Leer Lied（レーアリート）』は、kukuiのオリジナルアルバム。2007年4月25日にMellow Headから発売された。

## 概要
本アルバムは、前作「光の螺旋律」をカウントすると2枚目のアルバムであるが、前作はミニアルバムでありシングルに近く、実質的に本アルバムがkukuiとしてのファーストアルバムともいえる。kukui自身も自身のブログにて「kukuiとしての初アルバム」としている。
一方、本アルバムに含まれている楽曲は、主にアニメ「ローゼンメイデン」の関連楽曲であり、1トラック目の「空蝉ノ影」が特別編のエンディングテーマ、6トラック目の「透明シェルター」が第1期のエンディングテーマ、12トラック目の「光の螺旋律」が、第2期のエンディングテーマである。そのほかの楽曲も、イメージソングなど（後述）であり、既に発表済みの曲が多い。その為、本作はkukuiの手による"ローゼンメイデンのベストアルバム"として位置付けられており、"kukuiとしてのファーストフルアルバム"は次作の「箱庭ノート」とする記述もkukui公式サイトに見受けられる。
10・11トラックは共に本アルバムでの新曲。実際にアニメ本編等で使われることはなかったが、こちらも「ローゼンメイデン」の世界を意識した内容である。

## 収録曲
1. 空蝉ノ影（4分22秒）
作詞：霜月はるか 作・編曲：myu
テレビアニメ『ローゼンメイデン オーベルテューレ』エンディングテーマ
2. 彼方からの鎮魂歌（5分05秒）
作詞：霜月はるか 作・編曲：myu
ドラマCD『ローゼンメイデン トロイメント キャラクタードラマ Vol.1 水銀燈』収録のイメージソングのフルバージョン
3. ピチカート日和（3分38秒）
作詞：霜月はるか 作・編曲：myu
ドラマCD『ローゼンメイデン トロイメント キャラクタードラマ Vol.2 金糸雀』収録のイメージソングのフルバージョン
4. みどりのゆび（5分14秒）
作詞：霜月はるか 作・編曲：myu
ドラマCD『ローゼンメイデン トロイメント キャラクタードラマ Vol.3 翠星石』収録のイメージソングのフルバージョン
5. はちみつ（4分06秒）
作詞：あべかずひろ 作・編曲：myu
6. 透明シェルター（4分05秒）
作詞・作曲・編曲：myu
テレビアニメ『ローゼンメイデン』エンディングテーマ
7. 近くて遠いゆめ（4分26秒）
作詞：霜月はるか 作・編曲：myu
ドラマCD『ローゼンメイデン トロイメント キャラクタードラマ Vol.6 雛苺』収録のイメージソングのフルバージョン
8. モノクロセカイ（3分29秒）
作詞：霜月はるか 作・編曲：myu
9. 現夢（4分06秒）
作詞：霜月はるか 作・編曲：myu
10. Leer Lied（44秒）
作詞：霜月はるか 作・編曲：myu
11. Eden（4分00秒）
作詞：霜月はるか 作・編曲：myu
12. 光の螺旋律（3分51秒）
作詞：霜月はるか 作・編曲：myu
テレビアニメ『ローゼンメイデン トロイメント』エンディングテーマ